# Бристъл
Вижте пояснителната страница за други значения на Бристъл.
Брѝстъл (на английски: Bristol, в по-старата литература и Бристол, произнася се [ˈbrɪstəl]) е едновременно графство (унитарна единица), церемониално графство и град в Югозападна Англия.

## География
Разположен е при вливането на река Ейвън в Бристълския залив. Население около 416 400 души (2007).

## История
Споменат е за първи път като населено място през 10 век. Бристъл се развива като основно пристанище през Средновековието, стъпвайки на двата бряга на река Ейвън, формираща границата между Глостършър и Съмърсет. През 1373 г. Едуард III постановява градът да се отдели от двете графства и да стане отделно графство.
През 16 – 17 век е известен търговски център. Едно от основните английски пристанища, до края на 18 век.

## Икономика
Цветна металургия, авиационно машиностроене, хранително-вкусова промишленост. Университет, художествена галерия. ЖП възел, има пристанище и аерогара.

## Спорт
Бристъл има два представителни футболни отбора. Техните имена са ФК Бристъл Сити и ФК Бристъл Роувърс.

## Фестивали
- Фестивал в Бристъл – провежда се от 2008 г. В програмата му са включени музика, театър, комедия, изкуство и цирк. Провежда се през септември.
- Cajun & Zydeco Festival в Бристъл – провежда се от 2004 г., през октомври.
- Фестивал на училищния спорт и култура в Бристъл – провежда се през март.
- Международна фиеста на балоните в Бристъл – провежда се от 1978 г., през август.
- Фестивал на природата в Бристъл – насочен към опазване на околната среда. Проведжа се през юни.
- Международен фестивал на хвърчилата в Бристъл – провежда се от 1986 г., в края на август или началото на септември.
- Rhythm & Roots Reunion в Бристъл – провежда се от 2000 г., през септември.
- Фестивал на идеите в Бристъл – провежда се от 2005 г.
- Фестивал на съвременния театър в Бристъл (Mayfest) – провежда се през май.
- DOT TO DOT в Бристъл, Нотингам и Манчестър – провежда се през май.
- Фестивал на късометражното кино в Бристъл – провежда се през април.
- Фестивал на дизайна в Бристъл – провежда от 2007 г., през юни или юли.
- Фестивал на фотографията в Бристъл – за първи път се проведе през 2010 г., в края на май и началото на юни.
- Wildscreen фестивал в Бристъл – провежда се през октомври.
- Фестивал Клоунада в Бристъл – провежда се от 2000 г., през януари.
- Фестивал на куклен театър в Бристъл – провежда се в края на август и началото на септември.

## Известни личности
Родени в Бристъл
- Елизабет Блекуел (1821 – 1910), лекарка
- Томас Едуард Боудич (1791 – 1824), изследовател
- Пол Дирак (1902 – 1984), физик
- Вероника Картрайт (р. 1949), актриса
- Реджиналд Инъс Поукък (1863 – 1947), зоолог
- Майк Ходжис (р. 1932), режисьор
- Томас Чатъртън (1752 – 1770), поет

Починали в Бристъл
- Робърт Глостър (1090 – 1147), благородник

Други личности, свързани с Бристъл
- Клаус Фукс (1911 – 1988), физик, защитава докторат през 1935
- Еса де Кейрош (1845 – 1900), португалски писател, консул през 1878 – 1888
- Георг Мюлер (1805 – 1898), християнски мисионер, работил десетилетия в този град

## Побратимени градове
- Бордо, Франция
- Порто, Португалия
- Тбилиси, Грузия
- Хановер, Германия